# Pseudosybaris kempi
Pseudosybaris kempi is een keversoort uit de familie van oliekevers (Meloidae). De wetenschappelijke naam van de soort is voor het eerst geldig gepubliceerd in 1982 door Saha.